# Havelse å
Havelse å är ett vattendrag på ön Själland i Danmark. Det ligger i Region Hovedstaden, 40 km nordväst om Köpenhamn. Ån rinner upp söder om  Hillerød och rinner västerut för att mynna i Roskildefjorden norr om Frederikssund.